# Rhinerrhiza
Rhinerrhiza es un género monotípico de orquídeas epifitas. Su única especie: Rhinerrhiza divitiflora, es originaria de Australia.

## Descripción
Es una orquídea de tamaño pequeño  que prefiere el clima fresco al cálido, con hábito de epifita monopodial, se caracteriza por tener raíces oscuras, papilosas, un tallo corto plano que está recubierto por las bases de las hojas viejas y lleva hojas oblongas, coriáceas rígidas, con los márgenes ligeramente ondulados. Florece en una inflorescencia axilar, colgante, de 6 a 45 cm de largo, racemosa que tiene hasta 60 flores  de corta vida que se producen en el invierno y la primavera.

## Distribución y hábitat
Se encuentra en Nueva Gales del Sur y sur de Queensland en los barrancos de arroyos secos en elevaciones desde el nivel del mar a 1200 metros.

## Taxonomía
Rhinerrhiza divitiflora fue descrita por (F.Muell. ex Benth.) Rupp y publicado en Victorian Naturalist; Journal and Magazine of the Field naturalist's Club of Victoria 67: 207. 1951.
Sinonimia
- Rhinerrhiza freemanii (Rchb.f.) Garay
- Sarcochilus divitiflorus F.Muell. ex Benth.
- Sarcochilus freemanii Rchb.f.
- Sarcochilus freemanii (Rchb. f.) G. Nicholson
- Thrixspermum divitiflorum (F.Muell. ex Benth.) Rchb.f.
- Thrixspermum freemanii (Rchb.f.) Rchb.f.